# Willy A. Flegel

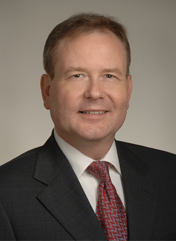
Willy A. Flegel (2010)

Willy A. Flegel (* 3. Juni 1960 in Dieburg) ist ein Transfusionsmediziner und Immunhämatologe. Er ist außerplanmäßiger Professor an der Universität Ulm, Professor (adjunct) am Georgetown University Medical Center, Washington DC, USA und Guest Professor an der Huazhong University of Science and Technology, Wuhan, Hubei, China.

## Leben
Flegel studierte an der Johann-Wolfgang-Goethe-Universität Frankfurt am Main Medizin, wo er auch zum Dr. med. promoviert wurde. Die Weiterbildung zum Facharzt für Transfusionsmedizin erfolgte an der Universität Ulm. Ein längerer Forschungsaufenthalt führte ihn an die University of California, San Diego. An der DRK-Blutspendezentrale Ulm arbeitete Flegel als Abteilungsleiter auf dem Gebiet der Blutgruppenserologie und Immunhämatologie. 1998 wurde er habilitiert und Privatdozent sowie 2005 außerplanmäßiger Professor an der Universität Ulm. Seit 2009 ist er am Department of Transfusion Medicine, NIH Clinical Center, National Institutes of Health, Bethesda, Maryland.

## Forschung
Auf dem Gebiet der Immunhämatologie bearbeitete er die Rhesus-Blutgruppe und klärte 1998 die molekulare Ursache der schwachen Ausprägung beim Rhesusfaktor. Er bewies, dass das schwache Antigen D durch Protein-Veränderungen verursacht ist, was in Zusammenarbeit mit Franz F. Wagner eine über Jahrzehnte gefestigte wissenschaftliche Meinung widerlegte. Im Jahr 2000 belegte er, dass das RHCE das ursprüngliche Gen war, aus dem das RHD-Gen verdoppelt wurde.

## Preise und Auszeichnungen
- 2017 NIH Clinical Center CEO Award
- 2015 NIH Clinical Center Director’s Award
- 2014 Visiting Professor, Tongji Medical College, Wuhan, Hubei, China
- 2012 NIH Clinical Center Director’s Award
- 2010 NIH Clinical Center Director’s Award
- 2005 Membre d’honneur, Association Suisse de Médecine Transfusionnelle
- 2004 Philip Levine-Preis, Deutsche Gesellschaft für Transfusionsmedizin und Immunhämatologie

## Veröffentlichungen (Auswahl)
- H.-D. Lippert, W. A. Flegel: Kommentar zum Transfusionsgesetz (TFG) und den Hämotherapie-Richtlinien. Springer, Berlin, 521 Seiten.
- W. A. Flegel: Genetik des Rhesus-Blutgruppensystems. In: Dtsch Arztebl. Band 104, Nummer 10, 2007, S. A651–657.